# Sandes (deus)

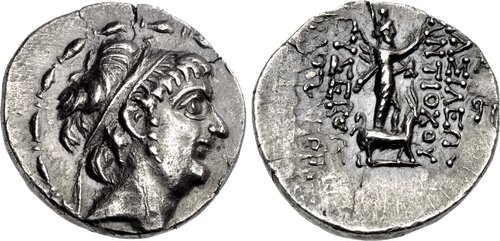
Dracma de descrevendo Sandes

Sandes, Sandom, Sandam ou Sanda foi um deus da antiga Tarso, visualmente representado como um humanoide vestindo mitra carregando uma espada, uma flor ou comumente um machado que fica em pé sobre as costas de um leão alado e cornudo. Associado a princípio com a guerra e o clima, era o principal deus do panteão cilício desde ao menos o começo do II milênio a.C.. Os gregos e romanos associaram-no a Héracles.